# Jeune Fille en vert
Jeune Fille en vert est un tableau réalisé par Tamara de Lempicka en 1927-1930. Cette huile sur contreplaqué est le portrait Art déco d'une fille blonde portant une robe verte avec des gants et un chapeau blancs. Elle est conservée au musée national d'Art moderne, à Paris.